# Bowdle
Bowdle è un comune (city) degli Stati Uniti d'America della contea di Edmunds nello Stato del Dakota del Sud. La popolazione era di 502 abitanti al censimento del 2010. Fa parte dell'area micropolitana di Aberdeen.

## Geografia fisica
Bowdle è situata a 45°27′06″N 99°39′28″W (45.451658, -99.657759).
Secondo lo United States Census Bureau, la città ha una superficie totale di 1,65 km², dei quali 1,65 km² di territorio e 0 km² di acque interne (0% del totale).
A Bowdle è stato assegnato lo ZIP code 57428 e lo FIPS place code 06540.

## Storia
Bowdle fu mappata nel 1886.

## Società

### Evoluzione demografica
Secondo il censimento del 2010, c'erano 502 abitanti.

### Etnie e minoranze straniere
Secondo il censimento del 2010, la composizione etnica della città era formata dal 96,02% di bianchi, lo 0% di afroamericani, lo 0,4% di nativi americani, lo 0,2% di asiatici, lo 0% di oceanici, il 3,19% di altre razze, e lo 0,2% di due o più etnie. Ispanici o latinos di qualunque razza erano il 5,38% della popolazione.